# Crollo del centro commerciale Sampoong di Seul
Il crollo del centro commerciale Sampoong è stato un cedimento strutturale causato da errori tecnici durante la costruzione dell'edificio. Il fatto è avvenuto il 29 giugno 1995, quando l'ala sud dell'edificio di cinque piani situato nel distretto di Seocho-gu a Seul, Corea del Sud, è crollata. 
Il bilancio dei morti è considerato uno dei più alti nella storia della Corea del Sud.

## Il centro commerciale Sampoong
Il centro commerciale Sampoong (삼풍백화점?, SampungbaekhwajeomLR) aprì al pubblico nel luglio 1990, dopo due anni di lavori terminati alla fine del 1989.
Era un edificio suddiviso in due ali, l'ala sud e l'ala nord, collegate da un atrio, e comprendeva cinque piani fuori terra, tra cui un piano ristorante, e quattro piani interrati, tra cui il parcheggio.
Veniva considerato uno dei centri commerciali più prestigiosi della Corea del Sud ed è stato stimato che accogliesse più di 34.000 persone al giorno, per un totale di 4 milioni di dollari americani di fatturato a settimana.

## Il crollo

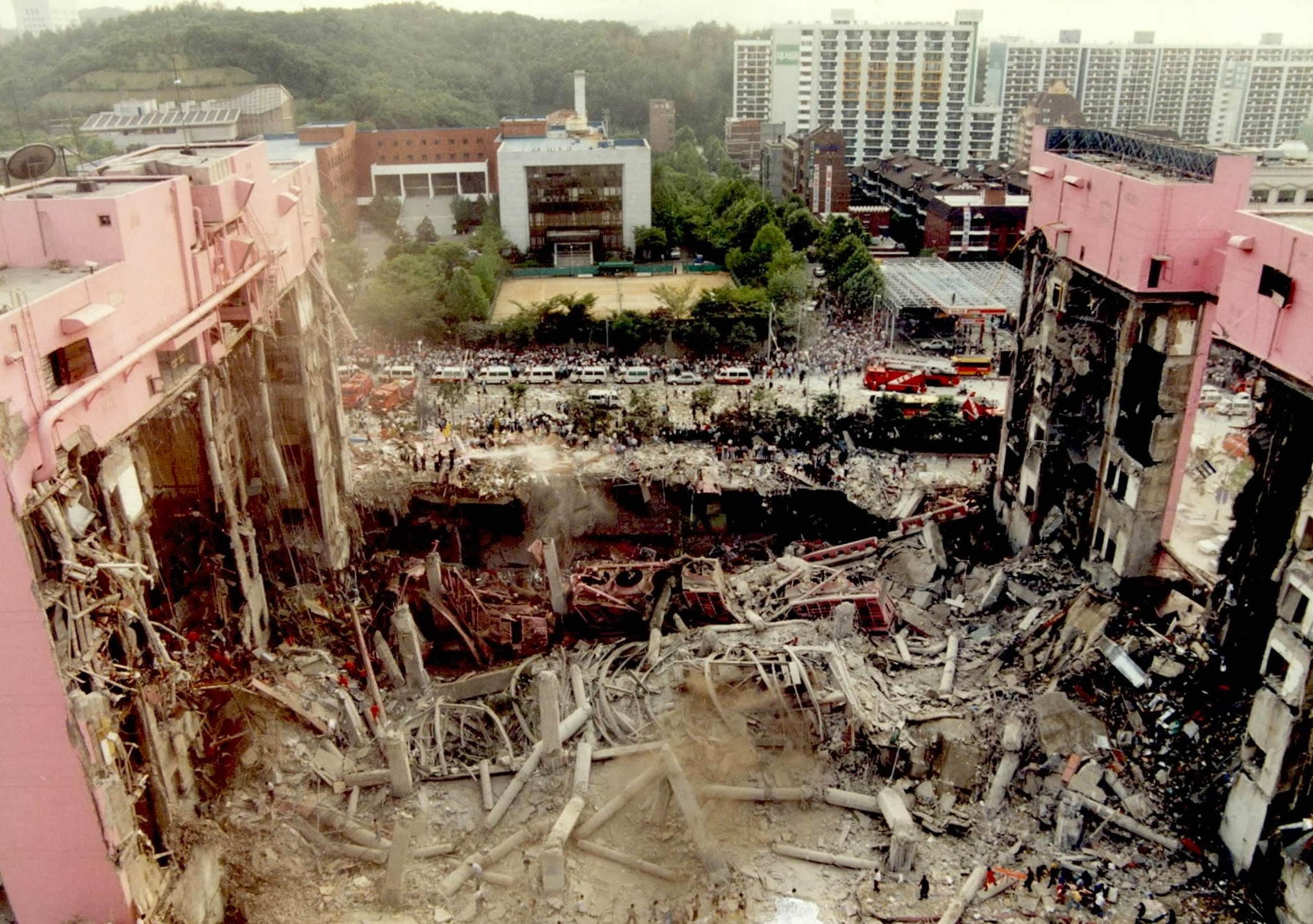
La parte crollata

La mattina del 29 giugno 1995 il manager del centro commerciale fu chiamato a controllare degli strani rumori provenienti dal tetto dell'edificio. Il manager notò che il tetto presentava delle crepe provocate dallo spostamento dei radiatori dell'aria condizionata, avvenuto due mesi prima. Poco più tardi i proprietari di un ristorante del quinto piano lo avvertirono della presenza di alcune crepe intorno a una colonna. Il ristorante venne dunque chiuso e l'accesso all'area circostante venne vietato. Nel frattempo, leggere vibrazioni e rumori si propagarono all'interno dell'edificio: il manager decise di spegnere l'aria condizionata pensando che quella fosse la causa. I clienti e il personale iniziarono a lamentarsi per il caldo.
Due ore prima del crollo venne organizzato un incontro per fare il punto sulla situazione. All'incontro erano presenti il proprietario, il manager e l'ingegnere dell'edificio; quest'ultimo suggerì di far evacuare i clienti e il personale e di chiudere il centro commerciale. Sfortunatamente, il proprietario, preoccupato di un'eventuale perdita economica, rifiutò.
A trenta minuti dal crollo il primo di numerosi boati si propagò dal quinto piano per tutto l'edificio. Con l'ultimo boato il centro commerciale Sampoong tremò, gli allarmi si accesero e l'edificio crollò in meno di venti secondi.
Si stima che tra le macerie siano rimaste intrappolate 1.500 persone tra clienti e personale.

## I soccorsi

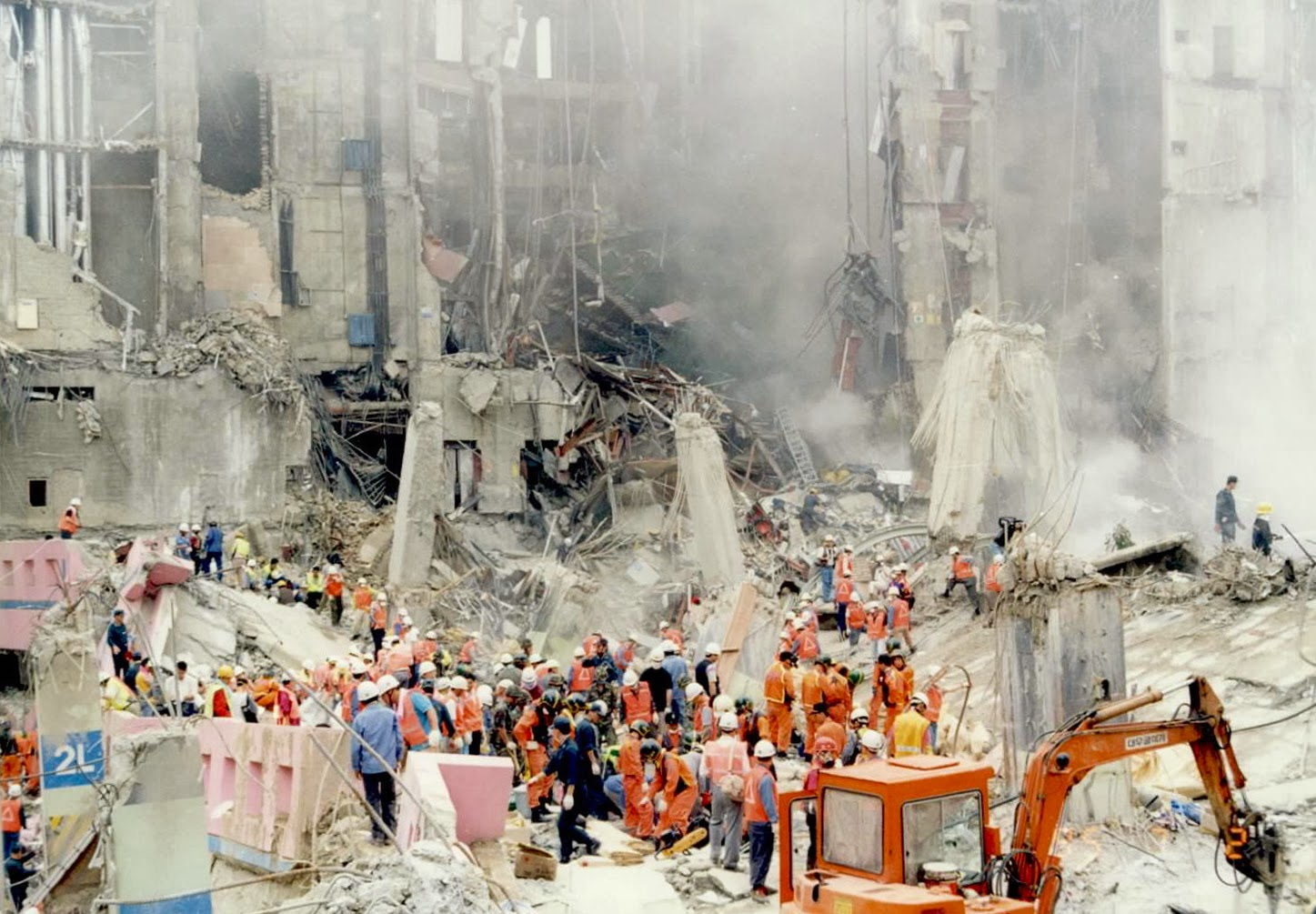
Operazioni di soccorso

Sul luogo dell'incidente intervennero molte persone, tra soccorritori e volontari, per cercare di liberare le vittime dalle macerie. Durante la notte vennero utilizzate più di 30 ruspe e scavatrici per velocizzare il lavoro.
Sul posto arrivarono anche alcuni familiari delle vittime in cerca di superstiti.
Alla fine del primo giorno di lavori 300 persone vennerono estratte vive e il bilancio dei morti arrivò a 44 persone.
Alla fine del secondo giorno il sito venne ritenuto troppo pericoloso e i lavori di soccorso vennero sospesi. I familiari delle vittime manifestarono contro questa decisione e la parte di edificio ancora in piedi venne messa in sicurezza per riprendere le ricerche.
Durante il quarto giorno i morti accertati salirono a 107.
Dopo una settimana di ricerca le autorità dichiararono che c'erano poche speranze di trovare ancora superstiti ma che avrebbero continuato a cercare per liberare le salme dei defunti dalle macerie.
Dodici giorni dopo il crollo una donna venne estratta viva dalle macerie, il fatto si ripete a sedici giorni dal crollo quando un'altra donna venne ritrovata viva.
In totale, nel crollo persero la vita 502 persone e altre 937 rimasero ferite gravemente.

## Le indagini
Dopo il crollo del centro commerciale Sampoong furono avviate delle indagini per chiarire l'accaduto.
L'ingegnere chiamato a indagare sul caso formulò due teorie che vennero subito abbandonate. La prima ipotizzava una fuga di gas, che avrebbe potuto essere confermata solo in presenza di segni di fiamme. Nel caso del Sampoong, però, le uniche fiamme erano state causate dal carburante delle macchine rimaste schiacciate durante il crollo. La seconda ipotizzava un attacco terroristico, ovvero che il crollo poteva essere stato causato da una bomba. Questa teoria avrebbe potuto essere confermata solo se i detriti del centro commerciale avessero avuto uno spargimento radiocentrico, ma il Sampoong era crollato su se stesso.
Abbandonate le prime due teorie, venne ipotizzato che il centro commerciale fosse crollato a causa di un cedimento strutturale. 
Studiando le planimetrie dell'edificio, l'ingegnere scoprì che era stato costruito con la tecnica "Flat-Slab" (o "a lastra piatta"), ricorrente nella costruzione di edifici commerciali, ma che durante i lavori di costruzione erano state fatte alcune modifiche. Le dimensioni delle colonne che dovevano sorreggere l'edificio erano state ridotte da 80 cm a 60 cm, mentre le barre di ferro che dovevano sorreggere le colonne erano state ridotte di numero. Per essere efficaci le colonne dovevano essere sostenute da 16 barre di ferro, ma in questo caso ce ne erano solo 8 e le barre all'interno del pavimento di ogni singolo piano erano situate 5 cm più in basso del dovuto, rendendo impossibile per le colonne scaricare lo stress del carico che portavano.
Ma, nonostante i numerosi errori avvenuti durante la costruzione, l'edificio doveva avere un margine di errore che gli avrebbe consentito di non crollare. Durante gli interrogatori del proprietario, del manager e dell'ingegnere dell'edificio vennero alla luce altre modifiche. All'inizio, il centro commerciale Sampoong doveva avere solo quattro piani, ma il proprietario aveva deciso di aggiungerne un altro per avere più spazio. Quando l'impresa edile si era rifiutata per questioni di sicurezza il proprietario le aveva tolto l'incarico e aveva fatto terminare il lavoro dai propri dipendenti. Il quinto piano era stato costruito con l'idea di accogliere una pista da pattinaggio a rotelle,  ma il progetto fu cambiato per poter accogliere otto ristoranti, aggravando il peso che doveva sostenere. Inoltre, pochi mesi prima del crollo, le unità dell'aria condizionata presenti sul tetto erano state spostate, perché considerate rumorose dagli edifici vicini; questo spostamento aveva indebolito ulteriormente le colonne dell'edificio.
Il crollo del centro commerciale Sampoong fu causato dalla somma di tutti questi fattori.

## I responsabili
Il proprietario del centro commerciale Sampoong fu accusato di negligenza e condannato a 10 anni e mezzo di carcere, ma la sentenza fu ridotta a sette anni nel 1996.
Il manager del centro commerciale Sampoong fu accusato di omicidio accidentale e corruzione, e fu condannato a 7 anni di carcere.
L'amministratore dell'area dove sorgeva il centro commerciale Sampoong fu condannato a tre anni di carcere per corruzione e l'ex capo della zona fu condannato a dieci anni per aver accettato dei soldi dal proprietario del centro commerciale.
Inoltre, furono condannati anche l'ex amministratore del distretto di Seocho-gu e la ditta che terminò i lavori di costruzione.

## Il memoriale
Il memoriale delle vittime del crollo del centro commerciale Sampoong è situato all'interno del parco cittadino Yangjae Citizen's Forest.

## Opere correlate
- Il film Traces of Love è basato sugli eventi avvenuti del centro commerciale Sampoong
- La serie Geunyang saranghaneun sa-i si articola intorno alla vita dei personaggi anni dopo il crollo di un centro commerciale compatibile con il centro commerciale Sampoong.
- La serie di documentari Quei secondi fatali prodotta da National Geographic riporta le dinamiche degli eventi prima e dopo il crollo del centro commerciale.
- 2 episodi della serie Netflix (2025) "The Echoes of Survivors".